# Matriosca
as matriokas
Uma matriosca (russo: матрёшка; romanizado: matrioshka) ou boneca-russa, é um tradicional brinquedo russo. Constitui-se de uma série de bonecas, feitas geralmente de madeira, colocadas umas dentro das outras, da maior (exterior) até a menor (a única que não é oca). A palavra provém do diminutivo do nome próprio matriona.
O número de figuras que se conseguem encaixar é, geralmente, de seis ou sete, ainda que existam algumas com um número impressionante de peças. A sua forma é simples, mais ou menos cilíndrica e arredondada e mais estreita na parte superior, onde se situa a cabeça das bonecas. Não têm mãos (a não ser as que são pintadas nas suas superfícies). A sofisticação das matrioscas reside, de fato, na complexidade dos motivos pintados. Outra característica que diferencia as diversas peças são as figuras que encarnam: desde figuras femininas vestidas com trajes tradicionais campesinos, a personagens de contos de fadas e até mesmo a antigos líderes da União Soviética.
Na Sérvia, a versão feminina é designada como бабушка (babushka), que significa "avozinha", enquanto a versão masculina é designada como дедушка (dyedushka), "avozinho".[carece de fontes?] Conta-se que Sergei Maliutin, um pintor artesanal de Abramtsevo, viu uma série de bonecos de madeira representando os Shichi-fuku-jin, os Sete Deuses da Fortuna, encaixados de forma semelhante às bonecas atuais.

## Galeria

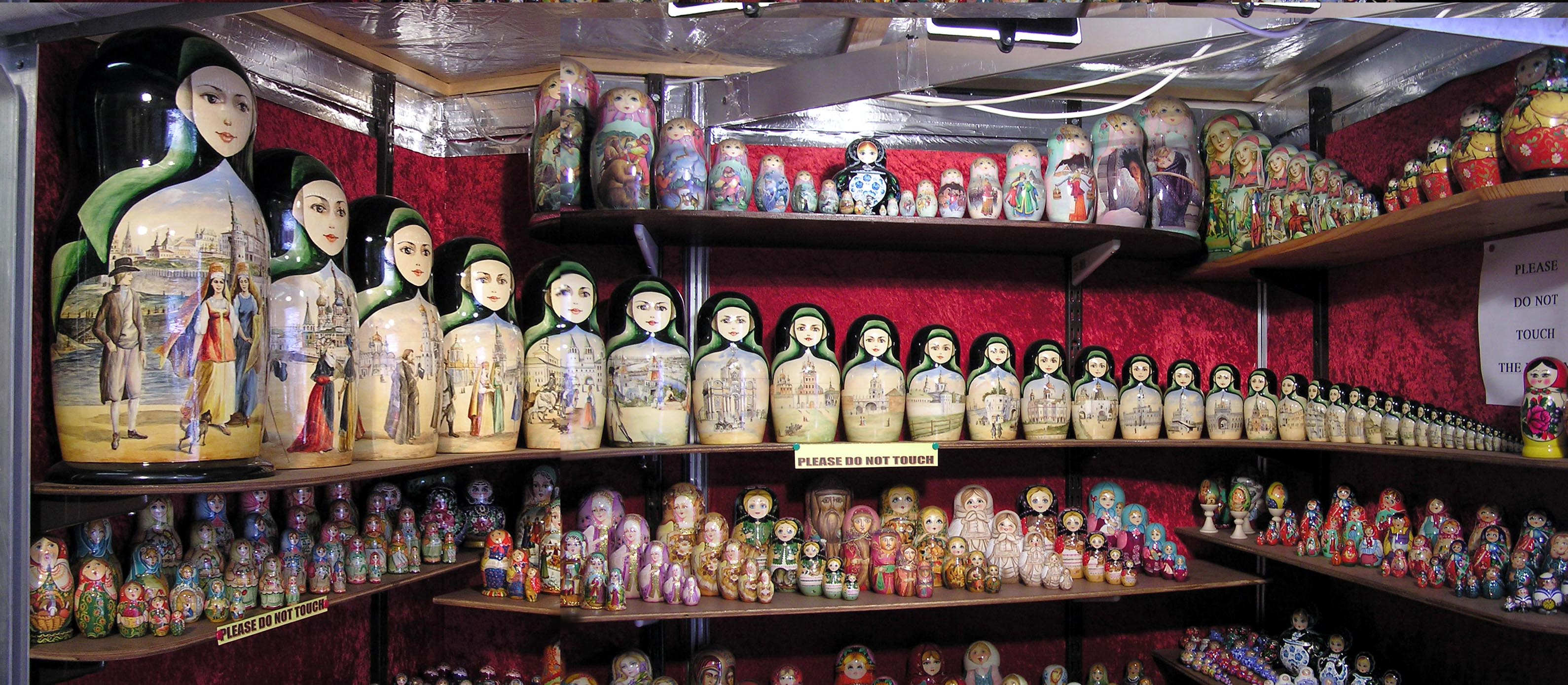
Conjunto de 37 peças de matrioscas numa loja de Londres.
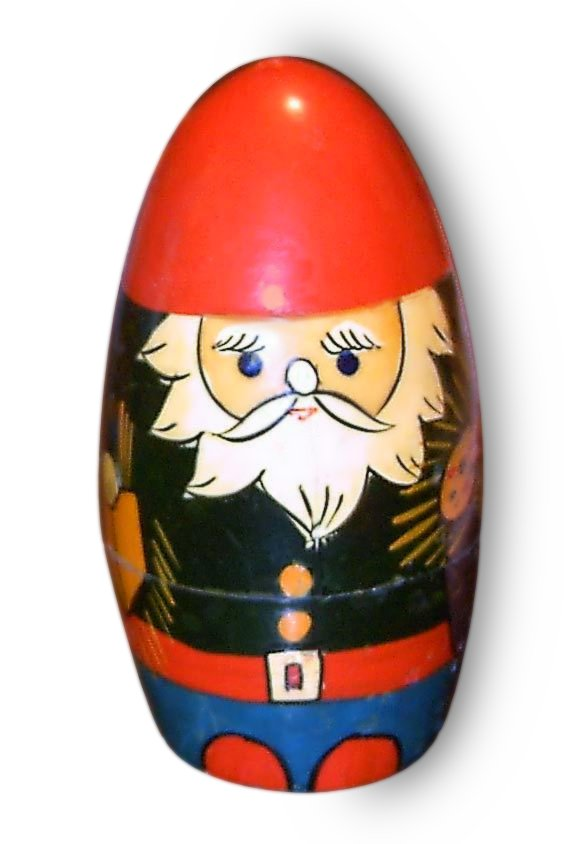
Gnomo em forma de matriosca.
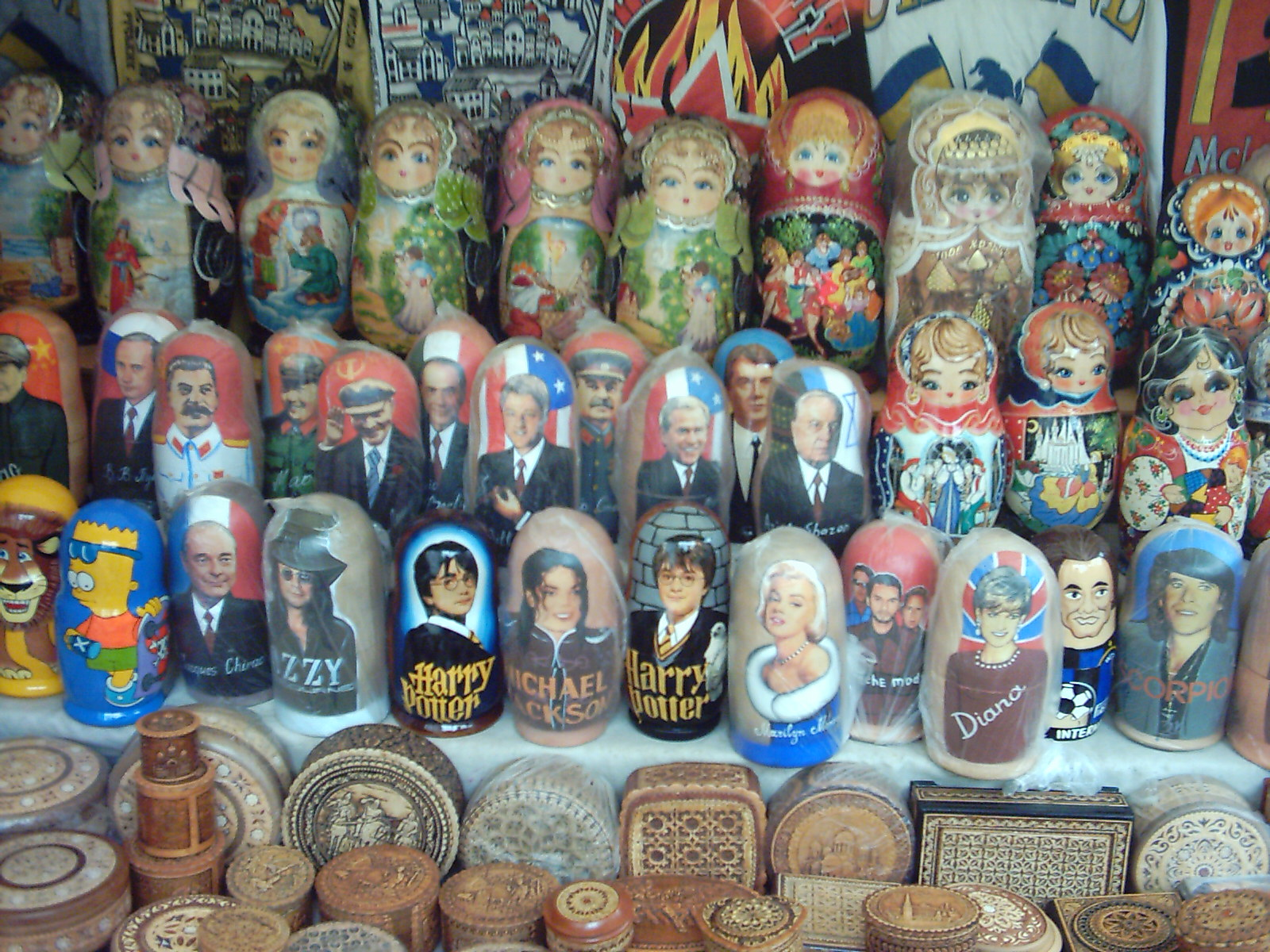
Matrioscas de celebridades numa loja de souvenirs  em Kiev, Ucrânia.